# Огън под земята
„Огън под земята“ (на английски: Fire Down Below) е американски екшън филм от 1997 г. на режисьора Феликс Енрикес Алкала по сценарий на Джеб Стюарт и Филип Мортън, с участието на Стивън Сегал, Марг Хелгенбъргър, Хари Дийн Стантън, Стивън Ланг и Крис Кристофърсън. Премиерата му е в Съединените щати на 5 септември 1997 г., разпространен от „Уорнър Брос“.